# Liste der Baudenkmale in Haren (Ems)
In der Liste der Baudenkmale in Haren sind alle Baudenkmale der niedersächsischen Gemeinde Haren aufgelistet. Die Quelle der Baudenkmale ist der Denkmalatlas Niedersachsen. Der Stand der Liste ist der 23. Juni 2021.

## Allgemein
In den Spalten befinden sich folgende Informationen:
- Lage: die Adresse des Baudenkmales und die geographischen Koordinaten. Kartenansicht, um Koordinaten zu setzen. In der Kartenansicht sind Baudenkmale ohne Koordinaten mit einem roten Marker dargestellt und können in der Karte gesetzt werden. Baudenkmale ohne Bild sind mit einem blauen Marker gekennzeichnet, Baudenkmale mit Bild mit einem grünen Marker.
- Bezeichnung: Bezeichnung des Baudenkmales
- Beschreibung: die Beschreibung des Baudenkmales. Unter § 3 Abs. 2 NDSchG werden Einzeldenkmale und unter § 3 Abs. 3 NDSchG Gruppen baulicher Anlagen und deren Bestandteile ausgewiesen.
- ID: die Objekt-ID des Baudenkmales
- Bild: ein Bild des Baudenkmales, ggf. zusätzlich mit einem Link zu weiteren Fotos des Baudenkmals im Medienarchiv Wikimedia Commons. Wenn man auf das Kamerasymbol klickt, können Fotos zu Baudenkmalen aus dieser Liste hochgeladen werden:

## Haren

### Gruppe: Haren, Kirchplatz
Die Gruppe „Haren, Kirchplatz“ hat die ID 35898970.

| Lage                                    | Bezeichnung    | Beschreibung              | ID       | Bild           |
| --------------------------------------- | -------------- | ------------------------- | -------- | -------------- |
| Kirchstraße 52° 47′ 26″ N, 7° 14′ 33″ O | Kirche         | Kirche St. Martinus Haren | 35917134 | Weitere Bilder |
| Kirchstraße 52° 47′ 26″ N, 7° 14′ 32″ O | Kriegerdenkmal |                           | 35918846 | Weitere Bilder |
| Kirchstraße 52° 47′ 27″ N, 7° 14′ 35″ O | Hochkreuz      |                           | 35918768 | Weitere Bilder |
| Kirchstraße 52° 47′ 25″ N, 7° 14′ 35″ O | Grabmal        | Grabstätte Familie Esders | 35918820 | Weitere Bilder |
| Kirchstraße 52° 47′ 25″ N, 7° 14′ 31″ O | Gedenkstein    | Papst Pius IX.            | 35918793 | Weitere Bilder |

### Gruppe: Haren, Mersmühle
Die Gruppe „Haren, Mersmühle“ hat die ID 35898345.

| Lage                                     | Bezeichnung              | Beschreibung | ID       | Bild           |
| ---------------------------------------- | ------------------------ | ------------ | -------- | -------------- |
| Mühlenberg 1 52° 48′ 7″ N, 7° 13′ 40″ O  | Wohn-/Wirtschaftsgebäude |              | 35917227 | Weitere Bilder |
| Mühlenberg 1 52° 48′ 9″ N, 7° 13′ 41″ O  | Mühle                    | Mersmühle    | 35917196 | Weitere Bilder |
| Mühlenberg 1 52° 48′ 10″ N, 7° 13′ 41″ O | Motormühle               |              | 35917317 | Weitere Bilder |
| Mühlenberg 1 52° 48′ 10″ N, 7° 13′ 40″ O | Scheune                  |              | 35917287 | Weitere Bilder |
| Mühlenberg 1 52° 48′ 8″ N, 7° 13′ 39″ O  | Backhaus                 |              | 35917257 | Weitere Bilder |

### Gruppe: Hof Schulte, Adenauerstraße 4
Die Gruppe „Hof Schulte, Adenauerstraße 4“ hat die ID 35898805.

| Lage                                         | Bezeichnung              | Beschreibung | ID       | Bild |
| -------------------------------------------- | ------------------------ | ------------ | -------- | ---- |
| Adenauerstraße 4 52° 47′ 23″ N, 7° 13′ 30″ O | Wohn-/Wirtschaftsgebäude |              | 35920218 | BW   |
| Adenauerstraße 4 52° 47′ 22″ N, 7° 13′ 30″ O | Bildstock                |              | 35921930 | BW   |
| Adenauerstraße 4 52° 47′ 27″ N, 7° 13′ 28″ O | Grabstein                |              | 35922132 | BW   |
| Adenauerstraße 4 52° 47′ 26″ N, 7° 13′ 30″ O | Baumbestand              |              | 35922320 | BW   |

### Gruppe: Altharen,Gut Düneburg
Die Gruppe „Altharen, Gut Düneburg“ hat die ID 35898327.

| Lage                                   | Bezeichnung              | Beschreibung | ID       | Bild           |
| -------------------------------------- | ------------------------ | ------------ | -------- | -------------- |
| Düneburg 1 52° 46′ 46″ N, 7° 12′ 31″ O | Wohnhaus                 |              | 35916914 | Weitere Bilder |
| Düneburg 1 52° 46′ 45″ N, 7° 12′ 30″ O | Wohn-/Wirtschaftsgebäude |              | 35916946 | Weitere Bilder |
| Düneburg 1 52° 46′ 45″ N, 7° 12′ 29″ O | Wohn-/Wirtschaftsgebäude |              | 35918301 | Weitere Bilder |
| Düneburg 1 52° 46′ 46″ N, 7° 12′ 36″ O | Graft                    |              | 35916884 | Weitere Bilder |
| Düneburg 1 52° 46′ 45″ N, 7° 12′ 35″ O | Park                     |              | 35916983 | Weitere Bilder |
| Düneburg 1 52° 46′ 44″ N, 7° 12′ 32″ O | Teich                    |              | 35922214 | Weitere Bilder |
| Düneburg 1 52° 46′ 44″ N, 7° 12′ 33″ O | Brücke                   |              |          | Weitere Bilder |
| Düneburg 52° 46′ 43″ N, 7° 12′ 34″ O   | Zufahrtsallee            |              |          | Weitere Bilder |

### Einzelbaudenkmale
| Lage                                                    | Bezeichnung     | Beschreibung | ID       | Bild           |
| ------------------------------------------------------- | --------------- | --- | -------- | -------------- |
| Kirchstraße 12 52° 47′ 25″ N, 7° 14′ 29″ O              | Wohnhaus        | | 35920112 | Weitere Bilder |
| Nordstraße 3 52° 47′ 30″ N, 7° 14′ 31″ O                | Wohnhaus        | | 35920281 | Weitere Bilder |
| Schleusenstraße 52° 47′ 18″ N, 7° 14′ 48″ O             | Schleusenanlage | Haren-Rütenbrock-Kanal | 35917352 | Weitere Bilder |
| 52° 47′ 17″ N, 7° 14′ 42″ O                             | Kanal           | Haren-Rütenbrock-Kanal | 35919343 | Weitere Bilder |
| Schleusenstraße/Kanalstraße 52° 47′ 18″ N, 7° 14′ 49″ O | Brücke          | Haren-Rütenbrock-Kanal | 35921770 | Weitere Bilder |
| Kanalstraße 1 52° 47′ 18″ N, 7° 14′ 36″ O               | Wohnhaus        | Schleusenwärterhaus (Haren-Rüt.-K.), Schifffahrtsmuseum | 35918977 | Weitere Bilder |
| Kanalstraße 1 52° 47′ 19″ N, 7° 14′ 36″ O               | Anbau           | Schleusenwärterhaus (Haren-Rüt.-K.) | 35922401 | BW             |
| Werftstraße/Kanalstraße 52° 47′ 18″ N, 7° 14′ 36″ O     | Wegekreuz       | | 35917110 | Weitere Bilder |
| Werftstraße 22 52° 47′ 19″ N, 7° 14′ 35″ O              | Gedenkstein     | Datenproblem: Hier muss das Synagogendenkmal gemeint sein, dass sich jedoch ca. 25m von den angegebenen Koordinaten entfernt an der Straße Pascheberg befindet. | 35920885 | BW             |
| Oststraße 18 52° 47′ 20″ N, 7° 15′ 8″ O                 | Wohnhaus        | | 35920336 | BW             |
| B 408/Zeppelinstraße 52° 47′ 53″ N, 7° 12′ 52″ O        | Brücke          | Knepperbrücke (Haren-Rütenb.-Kanal) | 35919425 | Weitere Bilder |
| B 402 / Eichenallee 52° 49′ 41″ N, 7° 10′ 52″ O         | Klappbrücke     | Brücke Schleuse 68 | 35921369 | Weitere Bilder |

## Altenberge

### Einzelbaudenkmale
| Lage                                     | Bezeichnung | Beschreibung      | ID       | Bild |
| ---------------------------------------- | ----------- | ----------------- | -------- | ---- |
| Dorfstraße 32 52° 48′ 58″ N, 7° 8′ 49″ O | Grotte      | Lourdesgrotte (?) | 35920861 | BW   |

## Emen

### Einzelbaudenkmale
| Lage                                | Bezeichnung | Beschreibung                | ID       | Bild |
| ----------------------------------- | ----------- | --------------------------- | -------- | ---- |
| Emen 12 52° 48′ 48″ N, 7° 15′ 24″ O | Scheune     | Gulfscheune einer Hofanlage | 35920840 | BW   |

## Emmeln

### Gruppe: Emmeln, Gut Kellerberg
Die Gruppe „Emmeln, Gut Kellerberg“ hat die ID 35900064.

| Lage                                          | Bezeichnung        | Beschreibung                      | ID       | Bild |
| --------------------------------------------- | ------------------ | --------------------------------- | -------- | ---- |
| Gut Kellerberg 52° 46′ 57″ N, 7° 18′ 20″ O    | Wohnhaus           | Gut Kellerberg, Gefolgschaftshaus | 35919853 | BW   |
| Gut Kellerberg 52° 46′ 58″ N, 7° 18′ 19″ O    | Brunnenhaus        |                                   | 35919882 | BW   |
| Gut Kellerberg 1 52° 46′ 58″ N, 7° 18′ 18″ O  | Wohnhaus           | Gut Kellerberg, Inspektorenhaus   | 35919824 | BW   |
| Gut Kellerberg 1 52° 47′ 0″ N, 7° 18′ 18″ O   | Wirtschaftsgebäude | Gut Kellerberg, Kuhstall          | 35919911 | BW   |
| Gut Kellerberg 1 52° 47′ 1″ N, 7° 18′ 21″ O   | Wirtschaftsgebäude | Gut Kellerberg, Jungviehstall     | 35920027 | BW   |
| Gut Kellerberg 1 52° 47′ 0″ N, 7° 18′ 23″ O   | Wirtschaftsgebäude | Gut Kellerberg, Getreidereinigung | 35919940 | BW   |
| Gut Kellerberg 1 52° 46′ 58″ N, 7° 18′ 21″ O  | Wirtschaftsgebäude | Gut Kellerberg, Wagenremise       | 35919969 | BW   |
| Gut Kellerberg 1 52° 47′ 1″ N, 7° 18′ 24″ O   | Wirtschaftsgebäude | Gut Kellerberg, Schweinestall     | 35919998 | BW   |
| Gut Kellerberg 1 52° 47′ 2″ N, 7° 18′ 21″ O   | Trafostation       | Gut Kellerberg, Trafo-Haus        | 35920056 | BW   |
| Gut Kellerberg 7 52° 47′ 3″ N, 7° 18′ 24″ O   | Wohnhaus           |                                   | 35918625 | BW   |
| Gut Kellerberg 9 52° 47′ 4″ N, 7° 18′ 22″ O   | Wohnhaus           |                                   | 35918598 | BW   |
| Gut Kellerberg 11 52° 47′ 5″ N, 7° 18′ 22″ O  | Wohnhaus           |                                   | 35918571 | BW   |
| Gut Kellerberg 13 52° 47′ 6″ N, 7° 18′ 23″ O  | Wohnhaus           |                                   | 35918544 | BW   |
| Gut Kellerberg 15 52° 47′ 6″ N, 7° 18′ 24″ O  | Wohnhaus           |                                   | 35918517 | BW   |
| Gut Kellerberg 17 52° 47′ 7″ N, 7° 18′ 24″ O  | Wohnhaus           |                                   | 35918490 | BW   |
| Gut Kellerberg 19 52° 47′ 7″ N, 7° 18′ 24″ O  | Wohnhaus           |                                   | 35918463 | BW   |
| Gut Kellerberg 21 52° 47′ 8″ N, 7° 18′ 25″ O  | Wohnhaus           |                                   | 35918436 | BW   |
| Gut Kellerberg 23 52° 47′ 8″ N, 7° 18′ 25″ O  | Wohnhaus           |                                   | 35918409 | BW   |
| Gut Kellerberg 25 52° 47′ 9″ N, 7° 18′ 25″ O  | Wohnhaus           |                                   | 35918382 | BW   |
| Gut Kellerberg 27 52° 47′ 9″ N, 7° 18′ 27″ O  | Wohnhaus           |                                   | 35918355 | BW   |
| Gut Kellerberg 29 52° 47′ 10″ N, 7° 18′ 26″ O | Wohnhaus           |                                   | 35918328 | BW   |

### Einzelbaudenkmale
| Lage                                          | Bezeichnung    | Beschreibung | ID       | Bild |
| --------------------------------------------- | -------------- | ------------ | -------- | ---- |
| Emmelner Straße 1 52° 47′ 17″ N, 7° 16′ 29″ O | Kriegerdenkmal |              | 35920362 | BW   |
| Emmelner Straße 52° 47′ 22″ N, 7° 15′ 44″ O   | Bildstock      | Hof Fehren   | 35917011 | BW   |
| Emmelner Straße 52° 47′ 9″ N, 7° 17′ 35″ O    | Kriegerdenkmal |              | 44892861 | BW   |

## Erika

### Einzelbaudenkmale
| Lage                                            | Bezeichnung          | Beschreibung                                    | ID       | Bild           |
| ----------------------------------------------- | -------------------- | ----------------------------------------------- | -------- | -------------- |
| B 402 / Eichenallee 52° 49′ 41″ N, 7° 10′ 51″ O | Schleusenanlage      | Haren-Rütenbrock-Kanal                          | 35919206 | Weitere Bilder |
| Schleuse 68 52° 49′ 42″ N, 7° 10′ 52″ O         | Schleusenwächterhaus |                                                 | 35920388 | Weitere Bilder |
| Eichenallee 1 52° 49′ 42″ N, 7° 10′ 56″ O       | Gaststättenanbau     |                                                 | 35921636 | Weitere Bilder |
| Eichenallee 1 52° 49′ 42″ N, 7° 10′ 49″ O       | Biergarten           |                                                 | 35922063 | Weitere Bilder |
| Eichenallee 41 52° 49′ 53″ N, 7° 9′ 53″ O       | Gulfscheune          |                                                 | 35921449 | Weitere Bilder |
| Eichenallee 41 52° 49′ 54″ N, 7° 9′ 52″ O       | Baumkranz            | Vom Baumkranz sind nur einzelne Bäume erhalten. | 35921853 | Weitere Bilder |
| Oberlangener Straße 52° 50′ 2″ N, 7° 8′ 47″ O   | Brücke               | Erika-Schulbrücke (Haren-Rü.-Kanal)             | 35919398 | Weitere Bilder |

## Fehndorf

### Einzelbaudenkmale
| Lage                                        | Bezeichnung | Beschreibung                 | ID       | Bild |
| ------------------------------------------- | ----------- | ---------------------------- | -------- | ---- |
| Brückenstraße 40 52° 46′ 46″ N, 7° 6′ 31″ O | Kirche      |                              | 35920419 | BW   |
| 52° 47′ 3″ N, 7° 6′ 30″ O                   | Kanal       | Süd-Nord Kanal (Teilstück V) | 35919504 | BW   |
| Brückenstraße 52° 47′ 21″ N, 7° 6′ 31″ O    | Brücke      | Süd-Nord Kanal               | 35920446 | BW   |
| Brückenstraße 52° 47′ 17″ N, 7° 6′ 31″ O    | Schleuse    |                              | 35921716 | BW   |

## Lindloh

### Einzelbaudenkmale
| Lage                                                  | Bezeichnung  | Beschreibung   | ID       | Bild           |
| ----------------------------------------------------- | ------------ | -------------- | -------- | -------------- |
| Kapellenstraße 52° 48′ 41″ N, 7° 4′ 52″ O             | Schule       | Kapellenschule | 35920701 | Weitere Bilder |
| Hermann-Gröninger-Straße 4 52° 48′ 21″ N, 7° 5′ 20″ O | Gedenkstätte |                | 35920750 | BW             |

## Rütenbrock

### Gruppe: Rütenbrock, kath. Kirche
Die Gruppe „Rütenbrock, kath. Kirche“ hat die ID 35900028.

| Lage                                                   | Bezeichnung    | Beschreibung   | ID       | Bild           |
| ------------------------------------------------------ | -------------- | -------------- | -------- | -------------- |
| Maximilianstraße 8 52° 50′ 18″ N, 7° 6′ 1″ O           | Kirche         | St. Maximilian | 35917465 | Weitere Bilder |
| Rütenbrocker Hauptstraße 46 52° 50′ 20″ N, 7° 5′ 56″ O | Kirchhof       |                | 35921395 | Weitere Bilder |
| Rütenbrocker Hauptstraße 46 52° 50′ 19″ N, 7° 6′ 2″ O  | Kriegerdenkmal |                | 35921985 | Weitere Bilder |
| Rütenbrocker Hauptstraße 52 52° 50′ 15″ N, 7° 6′ 2″ O  | Pfarrhaus      |                | 35919090 | Weitere Bilder |

### Einzelbaudenkmale
| Lage                                                  | Bezeichnung        | Beschreibung                             | ID       | Bild           |
| ----------------------------------------------------- | ------------------ | ---------------------------------------- | -------- | -------------- |
| 52° 50′ 35″ N, 7° 6′ 25″ O                            | Brücke             | Billerei-Brücke (Haren-Rütenbrock-Kanal) | 35919478 | Weitere Bilder |
| Ter-Apeler Straße 52° 50′ 53″ N, 7° 5′ 22″ O          | Schleusenanlage    |                                          | 35919145 | Weitere Bilder |
| Ter-Apeler Straße 18 52° 50′ 52″ N, 7° 5′ 21″ O       | Zollamt            |                                          | 35919176 | Weitere Bilder |
| Rütermoor Ost 52° 51′ 24″ N, 7° 7′ 38″ O              | Schule             | Notkirche (Kirchenbaracke, kath.)        | 35920625 | Weitere Bilder |
| Rütermoor Ost 52° 51′ 24″ N, 7° 7′ 39″ O              | Glockenträger      | Notkirche (Kirchenbaracke, kath.)        | 35921556 | Weitere Bilder |
| Rütenbrocker Hauptstraße 43 52° 50′ 19″ N, 7° 6′ 5″ O | Hotel              |                                          | 35919233 | Weitere Bilder |
| Rütenbrocker Hauptstraße 43 52° 50′ 17″ N, 7° 6′ 5″ O | Wirtschaftsgebäude |                                          | 35921044 | Weitere Bilder |
| Maximilianstraße 9 52° 50′ 17″ N, 7° 5′ 51″ O         | Gaststätte         |                                          | 35919287 | Weitere Bilder |

## Schwartenberg

### Einzelbaudenkmale
| Lage                                                 | Bezeichnung              | Beschreibung | ID       | Bild |
| ---------------------------------------------------- | ------------------------ | ------------ | -------- | ---- |
| Schwartenberger Straße 44 52° 49′ 42″ N, 7° 5′ 11″ O | Wohn-/Wirtschaftsgebäude |              | 35918247 | BW   |

## Tinnen

### Einzelbaudenkmale
| Lage                                          | Bezeichnung | Beschreibung   | ID       | Bild |
| --------------------------------------------- | ----------- | -------------- | -------- | ---- |
| Tinner Hauptstraße 52° 48′ 7″ N, 7° 19′ 46″ O | Kirche      | St. Maria      | 35919767 | BW   |
| Tinner Hauptstraße 52° 48′ 8″ N, 7° 19′ 46″ O | Kruzifix    |                | 35921343 | BW   |
| Pastoratstraße 3 52° 48′ 5″ N, 7° 19′ 52″ O   | Grotte      | Lourdes-Grotte | 35917986 | BW   |

## Wesuwe

### Gruppe: Wesuwe, Friedhof
Die Gruppe „Wesuwe, Friedhof“ hat die ID 35898362.

| Lage                                            | Bezeichnung   | Beschreibung | ID       | Bild |
| ----------------------------------------------- | ------------- | ------------ | -------- | ---- |
| Wesuwer Hauptstraße 52° 45′ 31″ N, 7° 12′ 32″ O | Friedhof      |              | 35917576 | BW   |
| Wesuwer Hauptstraße 52° 45′ 29″ N, 7° 12′ 36″ O | Ehrenfriedhof |              | 35922038 | BW   |
| Wesuwer Hauptstraße 52° 45′ 29″ N, 7° 12′ 39″ O | Einfriedung   |              | 35922240 | BW   |

### Einzelbaudenkmale
| Lage                                                | Bezeichnung                          | Beschreibung                                                                               | ID       | Bild |
| --------------------------------------------------- | ------------------------------------ | ------------------------------------------------------------------------------------------ | -------- | ---- |
| Schützenstraße 3 52° 45′ 44″ N, 7° 12′ 44″ O        | Wegekapelle                          |                                                                                            | 35917939 | BW   |
| Wesuwer Hauptstraße 52° 45′ 25″ N, 7° 12′ 40″ O     | Kriegerdenkmal                       |                                                                                            | 35917718 | BW   |
| Wesuwer Hauptstraße 52° 45′ 25″ N, 7° 12′ 41″ O     | Einfriedung                          |                                                                                            | 35921666 | BW   |
| Hemsener Straße 52° 45′ 22″ N, 7° 12′ 52″ O         | Kirche                               | Kirche St. Clemens Wesuwe                                                                  | 35917604 | BW   |
| Hemsener Straße 52° 45′ 22″ N, 7° 12′ 50″ O         | Umfassungsmauer                      | St. Clemens                                                                                | 35921070 | BW   |
| Hemsener Straße 15 52° 45′ 21″ N, 7° 12′ 59″ O      | Wegekreuz                            |                                                                                            | 35917896 | BW   |
| Hemsener Straße 19 52° 45′ 22″ N, 7° 13′ 2″ O       | Wohnhaus                             |                                                                                            | 35921022 | BW   |
| Hemsener Straße 19 52° 45′ 22″ N, 7° 13′ 2″ O       | Schmiede                             |                                                                                            | 35919596 | BW   |
| Hemsener Straße 52° 45′ 30″ N, 7° 13′ 35″ O         | Wegekreuz                            |                                                                                            | 35917854 | BW   |
| Hemsener Straße 52° 45′ 33″ N, 7° 14′ 7″ O          | Brücke                               | Wesuwer Emsbrücke                                                                          | 35919621 | BW   |
| Altharener Straße 4 52° 46′ 3″ N, 7° 13′ 7″ O       | Ehrenkreuz                           |                                                                                            | 35917963 | BW   |
| Bram Märschk 52° 46′ 7″ N, 7° 14′ 25″ O             | Wegekreuz                            | Datenfehler: Die Straße heißt "Am Brookgraben". Ein "Bram Märschk" gibt es in Haren nicht. | 35917806 | BW   |
| Bourtanger-Straße 52° 44′ 51″ N, 7° 6′ 12″ O        | Schleuse Wesuwermoor (Süd-Nord-Kan.) | Schleusenanlage am Süd-Nord Kanal (Teilstück V)                                            | 35917748 |      |
| Schöninghsdorfer Straße 1 52° 44′ 44″ N, 7° 6′ 8″ O | Zollhaus Wesuwer Moor                |                                                                                            | 35919535 |      |